# Futtermauer mit Pavillon
Die Futtermauer mit Pavillon ist ein Bauwerk in der Alexanderstraße in Darmstadt.

## Geschichte und Beschreibung
Im Jahre 1829 wurde eine Stützmauer erbaut, um die nördliche Seite der Alexanderstraße tieferlegen zu können. Beim Bau der ehemaligen Straßenbahnlinie durch die Alexanderstraße im Jahre 1906 wurde die Futtermauer nach Süden zurückgesetzt. Der Architekt August Buxbaum entwarf die Mauer aus bossierten roten Sandsteinquadern unter Verwendung des ursprünglichen, gusseisernen Gitters zwischen den Stützen aus steinernen Rechteckpfosten. 
Der abschließende Toilettenpavillon am westlichen Ende der Futtermauer wurde auf einem runden Grundriss mit oktogonalem Dachabschluss erbaut.
Das Dach des Pavillons ist schiefergedeckt.

## Denkmalschutz
Die Futtermauer mit dem Pavillon ist aus architektonischen und stadtgeschichtlichen Gründen ein Kulturdenkmal. 